# Шан (Ен)
Шан (фр. Champs) насеље је и општина у североисточној Француској у региону Пикардија, у департману Ен (Пикардија) која припада префектури Лаон.
По подацима из 2011. године у општини је живело 290 становника, а густина насељености је износила 31,66 становника/km². Општина се простире на површини од 9,16 km². Налази се на средњој надморској висини од 50 метара (максималној 76 m, а минималној 42 m).

## Демографија
| 1962. | 1968. | 1975. | 1982. | 1990. | 1999. | 2011. |
| ----- | ----- | ----- | ----- | ----- | ----- | ----- |
| 411   | 367   | 334   | 300   | 291   | 275   | 290   |

График промене броја становника у току последњих година